# Bartłomiej Schachmann
Bartłomiej Schachmann, występuje także jako: Bartholomäus, Barthell Schachtman (ur. 11 września 1559 w Gdańsku, zm. 23 kwietnia 1614 tamże) – burmistrz Gdańska, kupiec.
Studiował w Krakowie oraz Strasburgu, Heidelbergu, Erfurcie i Orleanie. Od 1592 r. był ławnikiem Głównego Miasta, od 1594 r. rajcą, a od 1605 r. aż do śmierci jednym z czterech burmistrzów miasta Gdańska. Na jego rządy przypada jeden z najświetniejszych okresów w historii miasta. Jemu miasto zawdzięcza powstanie takich obiektów jak: Sala Czerwona Ratusza, Złota Brama, Fontanna Neptuna oraz Wielka Zbrojownia. Był właścicielem posiadłości w Oruni.
Pochowany został w kościele Mariackim.